# Paolo Giordano
Paolo Giordano (n. 19 decembrie 1982, Torino) este un scriitor italian. Prima lui carte, Singurătatea numerelor prime, a fost cea mai bine vândută carte în Italia în 2008. A primit în 2008, prestigiosul Premio Strega precum și Premio Campiello pentru primul roman.
Paolo Giordano este fizician. A promovat în februarie 2010, cu lucrarea de doctorat în fizica teoretică, fizica particulelor elementare, la Universitatea din Torino. El scrie, de asemenea, pentru cotidianul Corriere della Sera.

## Premii
- 2008: Premio Strega[8]

## Opere
- La solitudine dei numeri primi.  Mondadori, Milano, 2008, ISBN 88-04-57702-9.
- Il corpo umano. Mondadori, Milano, 2012, ISBN 978-88-04-61625-2.
- Il nero e l'argento, Giulio Einaudi Editore, Torino, 2014, ISBN 978-88-06-22161-4.
- Divorare il cielo, Einaudi, Torino 2018.

### Traduceri în limba română
- Singurătatea numerelor prime. RAO, 2009, ISBN 978-973-54-0044-6;  Polirom, 2018, ISBN 978-973-46-7555-5.
- Corpul uman. Humanitas Multimedia, 2014, ISBN  978-973-689-790-0.

## Legături externe
- Site-ul de Paolo Giordano
- de Paolo Giordano în Catalogul Bibliotecii Naționale a Germaniei (Informații despre Paolo Giordano • PICA • Căutare pe site-ul Apper)
- Paolo Giordano la Internet Movie Database
- de Paolo Giordano în Perlentaucher|* portret: festivalului internațional de literatură de la berlin[nefuncțională]